# 奧爾良海峽
奧爾良海峽（英語：Orléans Strait）是南極洲的海峽，位於葛拉漢地，分隔特里尼蒂島和陶爾島，該海峽在1820年11月18日被發現，現時由南極條約體系管理。
63°50′S 60°20′W / 63.833°S 60.333°W